# 1a Divisió Cuirassada (Regne Unit)

Primer disseny de la insígnia divisional

La 1a divisió cuirassada era una divisió cuirassada de l'exèrcit britànic. Es va constituir com a Divisió Mòbil el 24 de novembre de 1937, després de diversos anys de debat sobre la creació d'aquesta formació. Aleshores va ser rebatejada, l'abril de 1939, 1a Divisió Cuirassada. Després de l'inici de la Segona Guerra Mundial, el setembre de 1939, les unitats i formacions subordinades van ser retirades de la divisió per reforçar-ne d'altres. A continuació, el maig de 1940, la divisió es va desplegar a França i després va lluitar en la batalla de França. Després de diversos enfrontaments i grans pèrdues de tancs, es va veure obligat a retirar-se al Regne Unit, al juny, durant l'operació Aèria. A finals de 1941, la divisió va ser enviada al nord d'Àfrica on va participar en la campanya del desert occidental, sobretot lluitant en la batalla de Gazala, i la primera i la segona batalles d'El Alamein.
La divisió va lluitar llavors a la campanya de Tunísia fins a la derrota de l'Eix al nord d'Àfrica el maig de 1943. Va ser durant aquest període que va ser rebatejada temporalment com a 1a Divisió Cuirassada Britànica, per evitar que es confongués amb la 1a Divisió Cuirassada americana. Amb la finalització dels combats a Tunísia, la divisió va romandre al nord d'Àfrica fins a 1944. Al maig, va començar a traslladar-se a Itàlia per lluitar en la campanya italiana. Entre finals d'agost i finals de setembre, la divisió va lluitar en diversos enfrontaments com a part de l'assalt aliat a la línia gòtica alemanya. A causa de l'escassetat de mà d'obra a l'exèrcit britànic, la divisió es va dividir per proporcionar reforços per a altres formacions per mantenir-les al màxim. L'octubre de 1944, la divisió va renunciar al comandament de les seves tropes finals i va deixar de ser una formació operativa i es va dissoldre l'11 de gener de 1945.

## Antecedents i formació
Durant el període d'entreguerres, l'exèrcit britànic va examinar les lliçons apreses durant la Primera Guerra Mundial i va determinar que era necessari experimentar i desenvolupar teories de maniobra i guerra cuirassada. Es va crear la Força Mecanitzada Experimental de curta durada i l'exèrcit va avançar cap a la mecanització per millorar la seva mobilitat al camp de batalla. Durant la dècada del 1930, el general Archibald Montgomery-Massingberd, el cap de l'Estat Major Imperial (CIGS), va advocar per la formació d'una força basada en tancs, anomenada Divisió Mòbil, que s'utilitzaria per protegir l'avanç de la Força Expedicionària Britànica (BEF), com ho havia fet la Divisió de Cavalleria el 1914. A principis de 1937, els planificadors britànics van suposar que es lliuraria una guerra europea contra Alemanya, i s'enviaria una BEF a Europa per complementar les forces francobelgues. La BEF havia de constar d'una divisions mòbils i quatre d'infanteria. L'ideal seria que el primer s'enviés set dies en una guerra així i al voltant d'una setmana per davant de la infanteria. A finals d'any, l'horari s'havia actualitzat perquè tota la força estava preparada per embarcar 21 dies en una guerra.

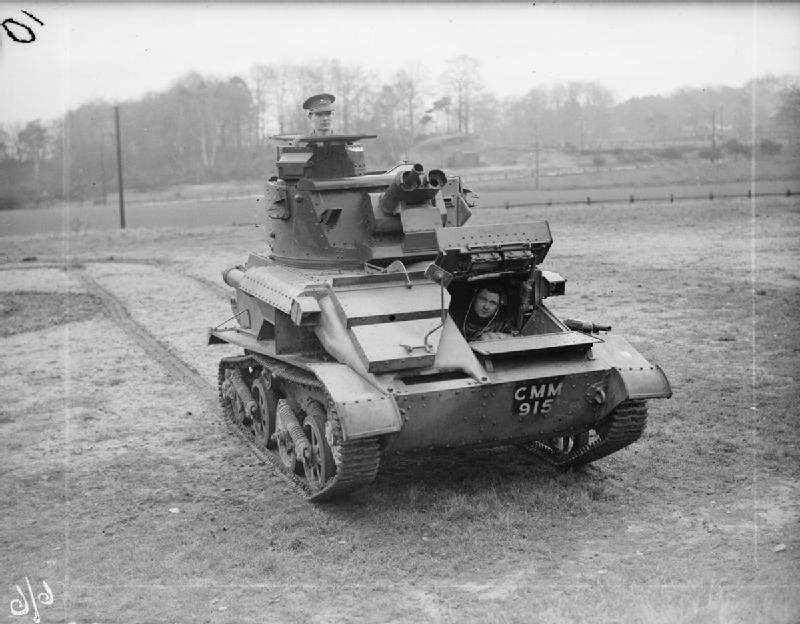
Un tanc lleuger Vickers Mk VI del 3r (The King's Own) Hussars, vers  1937, el tanc principal de la 1a i 2a Brigades lleugeres

Durant 1937, l'exèrcit es va dividir sobre com implementar una formació cuirassada. El general John Burnett-Stuart va argumentar per una formació de regiments de cavalleria, equipats amb tancs lleugers, per ser utilitzats en un paper de cribratge. El coronel Percy Hobart, director adjunt d'estudis de personal, va afavorir una força més equilibrada que inclogués tancs lleugers, tancs més blindats i armats, infanteria mecanitzada i armes de suport. B.H. Liddell Hart, un teòric militar, va donar suport a aquesta idea i va influir en el tema Leslie Hore-Belisha, el secretari d'estat de guerra. La divisió anunciada al novembre es basava en la idea de Hobart. La Divisió Mòbil es va formar amb sis regiments de tancs lleugers que es van dividir entre la  1a Brigada Lleugera i la 2a Brigada Cuirassada Lleugera; tres regiments de tancs mitjans que formaven la Brigada de Tancs; dos batallons d'infanteria motoritzada i dos regiments d'artilleria. Es pretenia que la formació fos de 620 vehicles blindats, però només tenia al voltant d'una vuitena part d'aquests vehicles en formació. La manca de vehicles blindats va fer que els camions fossin utilitzats per a l'entrenament en lloc dels tancs. David French, un historiador que va escriure sobre el desenvolupament de l'exèrcit britànic durant aquest període, va comentar que els oficials de cavalleria recolzaven en gran manera la mecanització, però es resistien a convertir els seus regiments en infanteria motoritzada. Van argumentar que els tancs lleugers eren un millor substitut per als cavalls i van permetre als regiments continuar amb el seu paper de reconeixement tradicional. French va declarar que això va tenir un efecte perjudicial sobre la divisió mòbil, que es va convertir en "tanc pesat" amb massa poca infanteria de suport i els regiments de tancs lleugers dedicats exclusivament al reconeixement. Un rinoceront, essent l'animal més blindat, va ser escollit com a insígnia divisional. El disseny incloïa un rinoceront blanc de peu sobre un oval negre.
Hi va haver una disputa pel comandament després de la creació de la divisió. El general Cyril Deverell, ara CIGS, va afavorir el major general John Blakiston-Huston, que era un oficial de cavalleria. Deverell creia que Blakiston-Houston era una opció adequada, tenint en compte que la majoria de les forces assignades a la divisió provenien de regiments de cavalleria. Hore-Belisha i els oficials superiors de l'exèrcit es van oposar a això; Liddell Hart va argumentar per un oficial del Royal Tank Corps com Hobart, Frederick Alfred Pile o Charles Broad, basant-se en que es necessitava experiència amb tancs i guerra cuirassada. En un compromís, el major-general Alan Brooke, que havia servit a l'artilleria però no tenia experiència prèvia en forces mòbils ni en la seva formació, va ser nomenat comandant el 24 de novembre de 1937.
Després, l'exèrcit va establir tres tipus de divisions i va consolidar el paper de la divisió mòbil. Les divisions d'infanteria penetrarien la línia defensiva de l'enemic amb el suport de tancs d'infanteria. Aleshores, les divisions mòbils explotarien qualsevol buit creat i el territori capturat estaria assegurat per divisions de motor ràpids (infanteria motoritzada). Es preveia que això transformaria l'atac en un avenç i mantindria la mobilitat. Burnett-Stuart, que havia estat responsable de l'entrenament de la Divisió Mòbil, va influir en la seva doctrina. Va argumentar que la infanteria assignada no havia de "ser posada en una posició pels tancs i dir-li que la mantingués, i que no estan pensades per lluitar colze a colze amb els teus tancs al capdavant"; el paper de la infanteria era simplement protegir els tancs quan estaven parats. La tàctica de Burnett-Stuart no s'ajustava a la doctrina britànica, que promou la cooperació d'armes combinades per guanyar batalles, igual que la doctrina alemanya de guerra cuirassada que creia que els tancs sols no serien una arma decisiva. El pensament de Burnett-Stuart, però, va predominar dins de les forces blindades britàniques fins que es va produir una reforma de la doctrina el 1942.

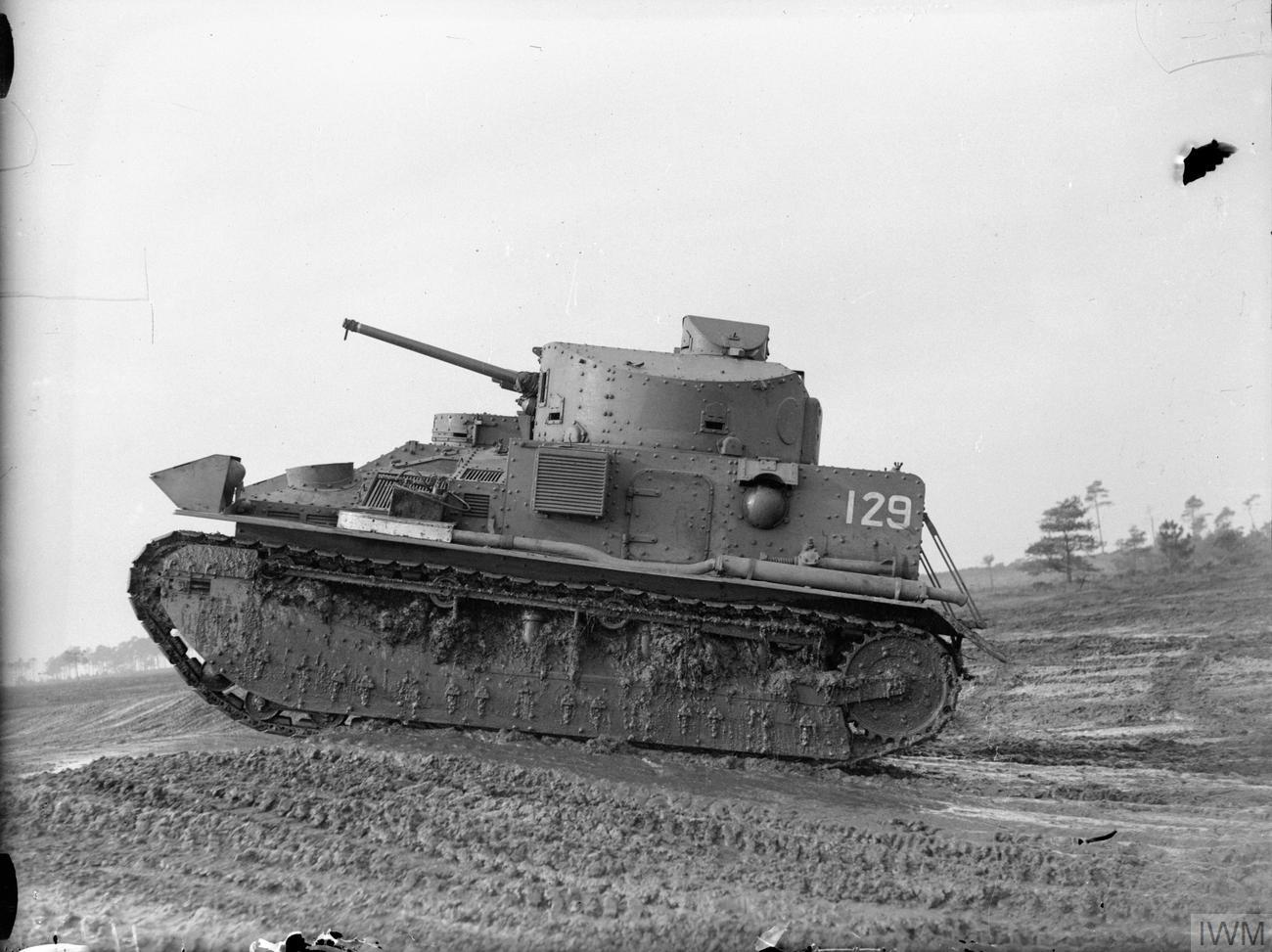
Un exemple del Vickers Medium Mark II, un tanc obsolet l'any 1938, i del que la Brigada de Tancs estava equipada inicialment

El 15 de juliol de 1938, el major-general Roger Evans, un oficial de cavalleria, va prendre el comandament de la divisió després de la promoció de Brooke. En aquest moment, el Vickers Medium Mark II, que era el principal sistema d'armes de la brigada de tancs, es considerava obsolet. A partir del desembre, van arribar els primers lliuraments de tancs creuers moderns per substituir-los. Durant el gener de 1939, Hore-Belisha va proposar dividir la Divisió Mòbil en dues formacions més petites però no va trobar cap suport. La qüestió va ser novament abordada un mes després, i va ser acceptada en principi pel Consell de Ministres. Poc després, el govern francès va ser informat d'un calendari preliminar per a l'arribada del BEF en cas de guerra; "Una divisió cuirassada regular estarà disponible a mitjans de 1940".
L'abril de 1939, la formació va ser rebatejada com a 1a Divisió Cuirassada. El mes següent, l'exèrcit va desenvolupar una nova organització per a aquestes formacions; es pretenia tenir una brigada cuirassada lleugera amb 108 tancs lleugers i 66 creuers lleugers, i una brigada cuirassada pesada equipada amb 78 creuers lleugers, 45 creuers pesats i 24 tancs equipats per oferir un suport proper. A més, s'havien de repartir 13 creuers pesats i 15 creuers lleugers per la seu de divisions i brigades. Això donaria a aquesta divisió un total de 349 tancs. El grup de suport de la divisió havia de tenir un regiment d'artilleria, un regiment antiaeri/antitanc, enginyers i dos batallons d'infanteria.

## Segona Guerra Mundial

### Batalla de França
En esclatar la Segona Guerra Mundial el 3 de setembre de 1939, la divisió estava formada per la 1a Lleugera, la 1a Pesada (antiga Brigada de Tancs) i la 2a Brigada Cuirassada Lleugera. Durant l'octubre d'aquell any, els dos regiments d'artilleria del grup de suport van ser retirats i enviats a França per unir-se a la BEF. El mes següent, la 1a Brigada Lleugera va ser retirada i utilitzada per formar la 2a Divisió Cuirassada durant els mesos següents. Aquesta reorganització va deixar la divisió amb 190 tancs lleugers i 25 creuers. Durant el mateix període, el comandant en cap de les forces nacionals , el general Sir Walter Kirke va desenvolupar Juli Cesar, un pla per defensar el Regne Unit d'una possible invasió alemanya. En aquest pla, la 1a Divisió Cuirassada havia d'estar a poca distància de la costa d'Ànglia Oriental, que es suposava que era el punt més vulnerable del país. La 2a Brigada Lleugera i el grup de suport estaven situats a l'oest de Suffolk i al nord-oest d'Essex, mentre que la brigada pesada es va sitaar més a l'interior a Hertfordshire. Un petit nombre de tancs i una companyia d'infanteria es van mantenir com a unitat separada per contrarestar qualsevol petit aterratge de Fallschirmjäger. Durant el gener de 1940, amb el risc d'un desembarcament reduït a causa de l'hivern, la divisió es va concentrar per entrenar a Dorset. El 14 d'abril, la 2a Brigada Cuirassada Lleugera va passar a anomenar-se 2a Brigada Cuirassada i la 1a Brigada Pesant es va convertir en la 3a Brigada Cuirassada. Més tard al mes, la infanteria del grup de suport va ser transferida a la 30a Brigada d'Infanteria. El 3 de maig de 1940, la divisió tenia 203 tancs lleugers i 121 creuers i s'esperava que pogués creuar el Canal de la Mànega fins a França i finalitzar el seu entrenament a Pacy-sur-Eure, Normandia.

L'àrea operativa de les diferents formacions aliades es mostra en blau. Les formacions alemanyes es mostren en vermell. La zona vermella denota el territori capturada per Alemanya el 21 de maig de 1940

El 10 de maig de 1940 va acabar la guerra de broma —el període d'inactivitat al  front occidental des de l'inici del conflicte— quan els alemanys van envair Bèlgica i els Països Baixos. A mesura que les forces aliades avançaven per fer front a la invasió, el principal atac alemany va arribar a través del bosc de les Ardenes i va continuar cap a França. Aquesta invasió va separar les forces aliades a Bèlgica de la resta de l'exèrcit francès al llarg de la frontera franco-alemanya. La 1a Divisió Cuirassada, ara amb 114 tancs lleugers i 143 tancs creuers, encara es trobava a Dorset i va rebre l'ordre d'arribar a França. La divisió mancava de peces de recanvi i d'equip de pont, no tenia tot el seu equip sense fil, mancava d'un complement complet de canons antitanc o antiaeris i no tenia reserves de tancs per substituir les pèrdues. Un grup d'avançada va desembarcar a Le Havre el 15 de maig i es va traslladar a Arràs. L'aproximació de les forces alemanyes, juntament amb els atacs aeris sobre Le Havre i el minatge del port van donar lloc a la decisió de descarregar la resta de la divisió a Cherbourg. El 19 de maig van desembarcar els primers elements significatius. El 22 de maig, la 3a Brigada Cuirassada va fer retirar un dels seus regiments i traslladat a la 30a Brigada d'Infanteria.
La divisió va rebre l'ordre d'apoderar-se i mantenir els ponts a través del Somme entre Picquigny i Pont-Rémy, i havia de donar suport a la BEF segons les circumstàncies ho dictaminessin. Els principals elements de la divisió van arribar prop de Rouen el 22 de maig. L'endemà, encara no del tot concentrats, Evans i el seu personal eren conscients que fins a sis divisions panzer es trobaven al costat est del Somme, tot i que es creia que estaven molt afeblides per la lluita del seu avanç. També tenien la impressió que la batalla d'Arràs, que s'havia produït dos dies abans i ja havia conclòs, havia provocat un contraatac general anglo-francès. En realitat, deu divisions alemanyes estaven operant en aquesta zona, no estaven tan afeblides com creia el comandament britànic, ja havien agafat i reforçat caps de pont a través del Somme i havien completat l'encerclament de la BEF. Es van emetre ordres conflictives; la BEF va ordenar a la divisió avançar cap al Somme amb pressa i amb les unitats disponibles, després continuar cap a Saint-Pol per "tallar la rereguarda de l'enemic que es troba a prop de St Omer i alleujar l'amenaça a la dreta de la BEF". El general Alphonse Joseph Georges, comandant de totes les forces franceses que operaven al nord-est del país, va ordenar a la 1a Divisió Cuirassada que es mogués cap a Abbeville i netejar l'àrea de les forces alemanyes, que es suposava que eren en petit nombre. Acabada aquesta tasca, havien de desplaçar-se cap a la BEF i dotar-lo de coberta de flanqueig. El Setè Exèrcit francès va donar un tercer conjunt d'instruccions, que deia que la divisió estava sota el seu comandament i havia de proporcionar a aquest exèrcit protecció de flanqueig per a un atac a Amiens. Evans opinava que la seva força no podia assolir cap d'aquestes missions a causa de la manca d'infanteria i armes de suport i que la seva divisió encara no s'havia reunit.

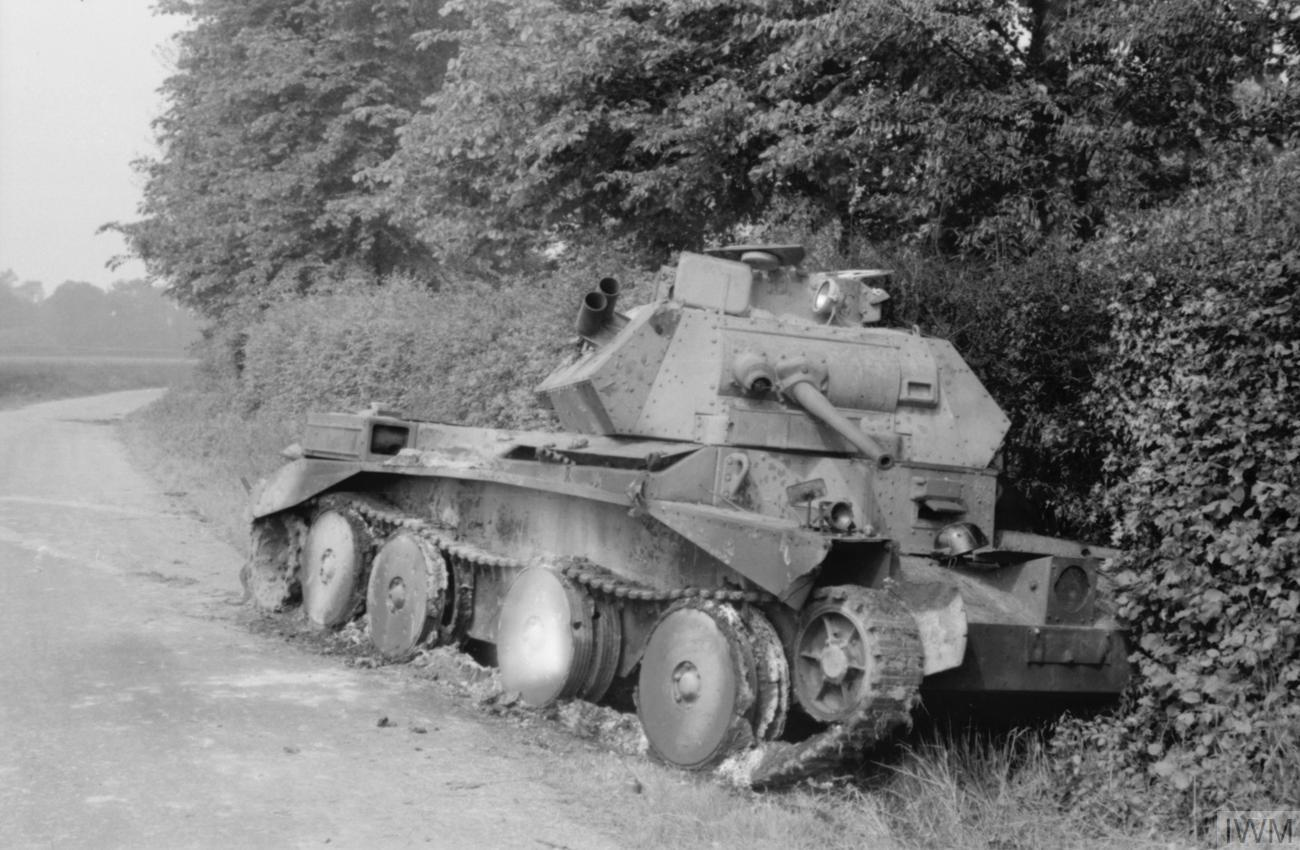
Un Cruiser Mk IV noquejat durant els combats del 27 de maig

Els primers elements de la 2a Brigada Cuirassada van arribar al Somme cap a la 01:00 del 24 de maig. Dos tancs es van perdre a causa de les mines antitancs, i la brigada va trobar que els ponts estaven ben vigilats. Unes hores més tard, la brigada va ser reforçada amb el 4t Batalló, Regiment Fronterer, i es va fer un segon intent contra tres passos. Es van perdre nombrosos tancs i homes intentant arribar a dos, amb els atacs rebutjats. A Ailly-sur-Somme, prop d'Amiens, homes de la 4a frontera van assegurar un cap de pont. El pont va ser destruït, l'atac cancel·lat i els fronterers es van retirar. Al final del dia, la divisió va rebre l'ordre de mantenir les seves posicions. El 26 de maig, després de rebre ordres de Londres de passar sota el comandament francès i la divisió d'haver finalment completat el seu desembarcament a França, Evans va rebre l'ordre de dividir la seva força. La 2a Brigada Cuirassada es va traslladar a Biencourt per donar suport a la 2a Divisió de Cavalleria Lleugera francesa, mentre que la 3a Brigada Cuirassada va anar a Buigny per complementar la 5a Divisió de Cavalleria Lleugera francesa . L'endemà, aquesta força va començar la batalla d'Abbeville en posicions alemanyes excavades vigilant diversos caps de pont. Els atacs de tancs, sense infanteria ni altres armes de suport, van fer que la divisió perdés 65 tancs. Cinquanta-cinc més van patir avaries mecàniques, a causa de la manca de manteniment des del desembarcament.

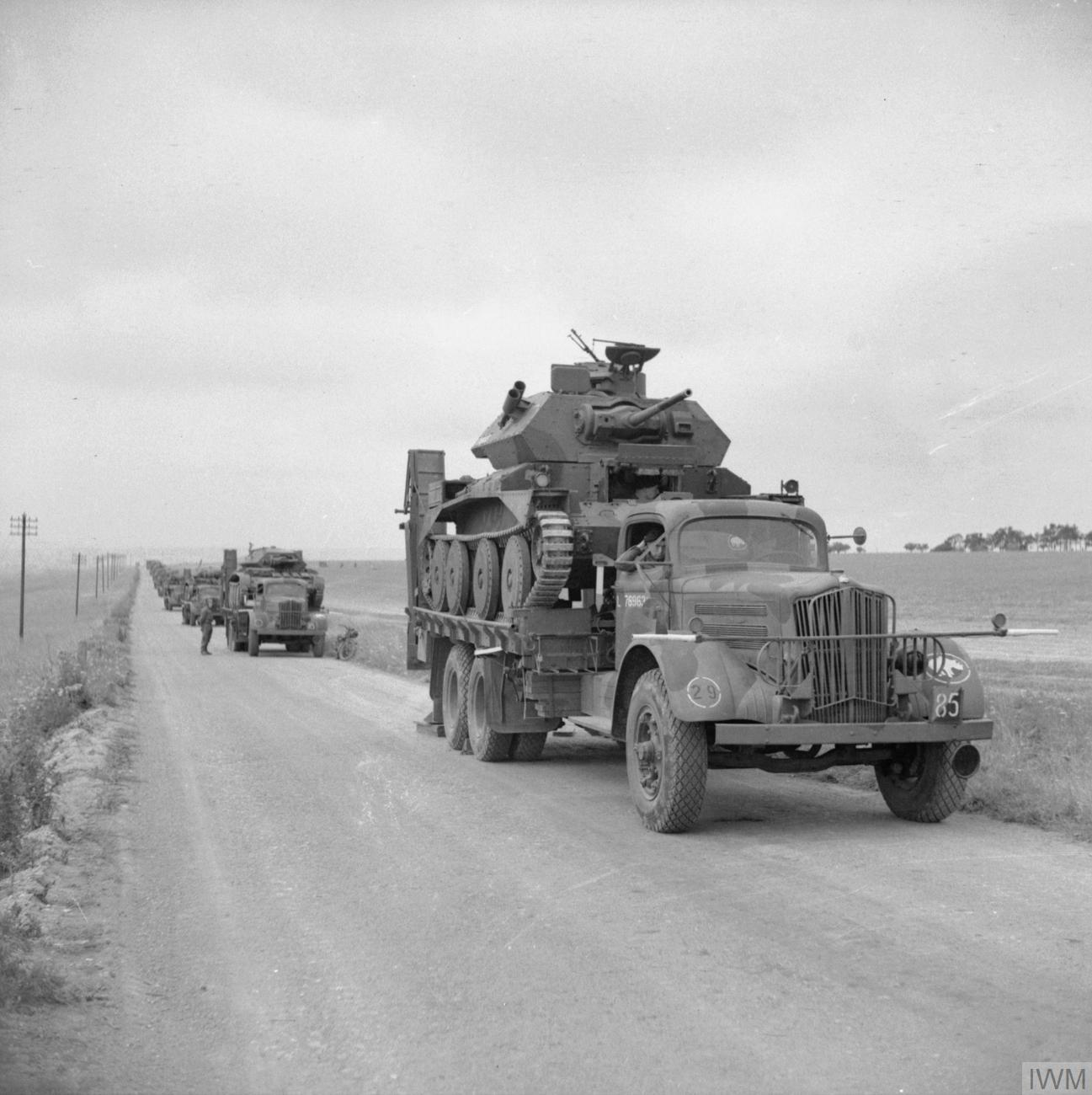
Transportadors de tancs divisionals, en moviment Cruiser Mk IV, juliol de 1941

Durant els dies següents, l'evacuació de Dunkerque va rescatar la BEF. La 1a Divisió Cuirassada i les forces britàniques restants a França, van ajudar els francesos a mantenir una línia defensiva al llarg del Somme; els francesos que ara apreciaven la divisió no van poder forçar un pas de pont per la forma en què estava organitzat i equipat. El 5 de juny, elements de la divisió van assistir a la 51a Divisió d'Infanteria (Highland) prop d'Oisemont i van perdre diversos tancs. L'endemà, la divisió va repel·lir més atacs alemanys i va capturar 44 presoners. Després va passar sota el comandament del Desè Exèrcit francès i les restes de la divisió van començar a concentrar-se, amb la instrucció de llançar un contraatac al flanc sud del renovat avanç alemany. No es va produir cap atac significatiu, i la divisió es va retirar més enllà del Sena el 8 de juny. En les etapes finals de la campanya, Gran Bretanya va intentar reforçar França amb una segona BEF mentre els francesos consideraven un reducte nacional a Bretanya que inclouria la divisió. Poc després, la proposta va ser rebutjada, es va ordenar a totes les forces britàniques que es retiressin de França i la 1a Divisió Cuirassada es va dirigir a Cherbourg. Els tancs de la 2a Brigada Cuirassada es van posar a bord dels trens però mai van arribar. Els 26 tancs restants de la 3a Brigada Cuirassada es van traslladar per carretera. Entre el 16 i el 18 de juny, ara sota el comandament de la Força Normanda del tinent general James Marshall-Cornwall, la divisió es va retirar de Brest, Cherbourg i Saint-Nazaire en l'operació Aèria, i va tornar al Regne Unit amb només 13 tancs s.

### Servei a Anglaterra
La divisió es va posar en reserva a Surrey per dur a terme tasques anti-invasió i se li va donar prioritat per a la producció de tancs, sobre la 2a Divisió Cuirassada, perquè pogués reconstruir-se. A l'octubre, la força del tanc de la divisió havia augmentat a 18 tancs lleugers i 133 creuers. El mateix mes, la 3a Brigada Cuirassada va ser substituïda per la  22a Brigada Cuirassada. L'abril de 1941, els tancs van ser retirats i transportats per reforçar les forces britàniques a Egipte a través del comboi Tiger. Al juny, amb un estancament a la campanya del desert occidental que s'estava lluitant a Egipte i a la Líbia italiana, el general Sir Claude Auchinleck —al comandament de les forces britàniques i de la Commonwealth al nord d'Àfrica i l'Orient Mitjà— va informar a l'Oficina de Guerra que en necessitava almenys dos i idealment tres divisions blindades per emprendre accions ofensives per aixecar el setge de Tobruk. Aleshores, la divisió va perdre més tancs, ja que van ser retirats i enviats a Egipte. Això va ser seguit per la 22a Brigada Cuirassada que també es va deslligar i enviar. La divisió, equipada amb 60 tancs lleugers M3 Stuart i 124 Crusaders, va sortir del Regne Unit a l'agost a bord del comboi WS 12.

### Primers combats al desert
Quan la divisió va arribar a Egipte a mitjans de novembre de 1941, l'última ofensiva britànica operació Croat ja havia començat. El major general Herbert Lumsden ara tenia el comandament i la seva força va rebre l'ordre d'entrenar al desert. A finals d'any, l'operació Croat havia conclòs amb una retirada de l'Eix cap a l'oest de Líbia. La 1a Divisió Cuirassada es va traslladar a l'est de Líbia, es va fer càrrec de la primera línia i es va reforçar amb la 200a Brigada de Guàrdies. A part de les petites forces d'infanteria, la divisió era l'única força a 100 milles (160 km) de la línia del front. La 1a Divisió Cuirassada es va reforçar encara més amb unitats d'infanteria i artilleria addicionals, encara que aquestes mai abans s'havien entrenat amb la formació. La formació a nivell divisional estava pensada per continuar, però les existències de combustible inadequades la van interrompre. A principis de gener de 1942, la divisió va ser sotmesa a un atac aeri que va ferir Lumsden, que va ser substituït pel major general Frank Messervy. El 21 de gener de 1942, les forces de l'Eix van atacar la divisió forta de 150 tancs i la van obligar a dur a terme una retirada de combat. Aquest, juntament amb la resta del Vuitè Exèrcit, es va retirar fins que l'exèrcit es va reagrupar a Gazala al febrer. Durant aquest període, es van perdre 42 tancs en combat i 30 més van ser danyats o abandonats.

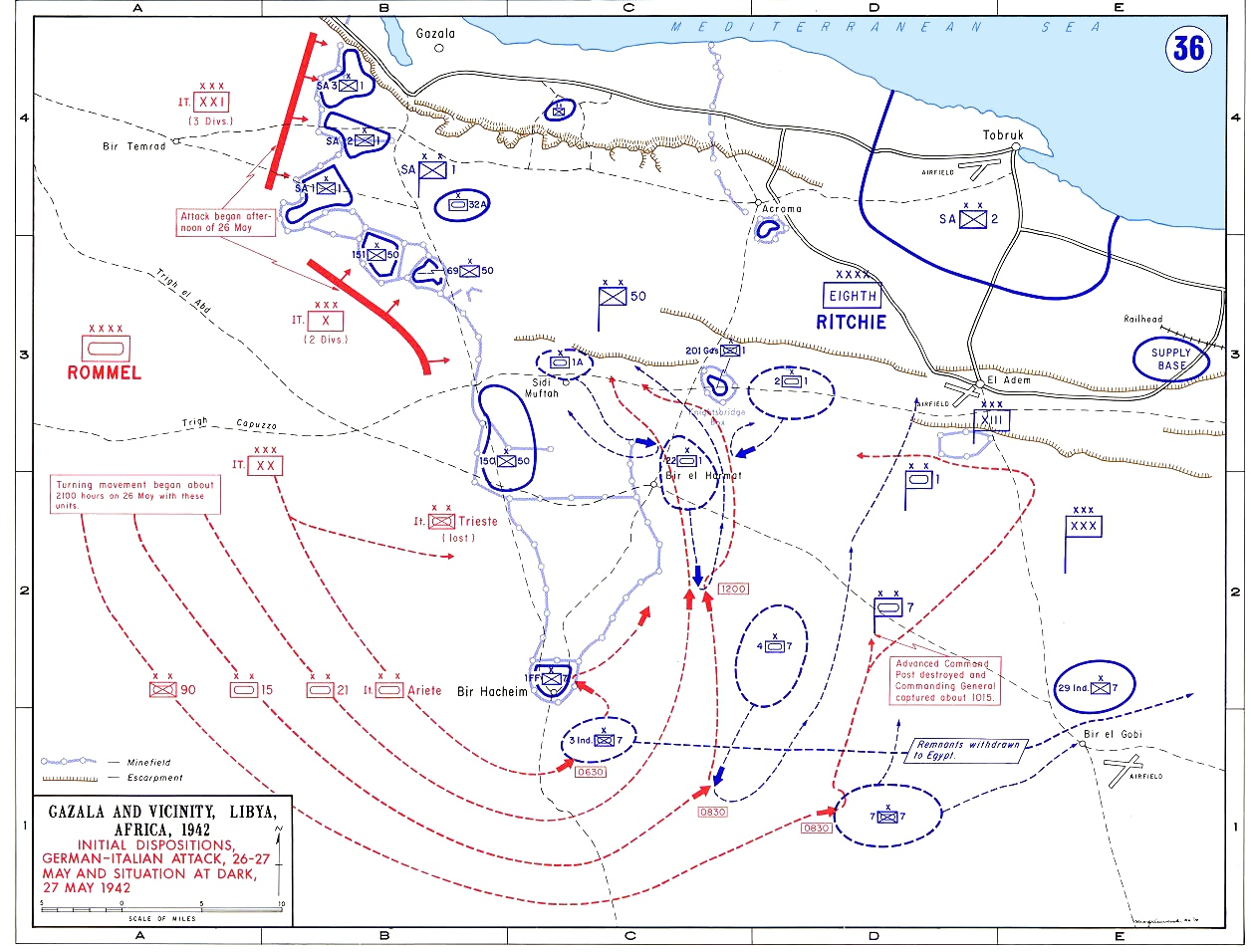
Disposicions aliades (blau) i de l'Eix (vermell) entre el 26 i el 27 de maig. La 1a Divisió Cuirassada es troba al centre

Lumsden va reprendre el comandament el 12 de febrer de 1942 i la 22a Brigada Cuirassada es va incorporar a l'abril. Segons Michael Carver (participant de la batalla, que després esdevindria mariscal de camp i després historiador), Lumsden es va ressentir de Messervy pel revés que havia assolit la divisió al gener. La 7a divisió cuirassada de Messervy, amb una brigada cuirassada, es considerava tan forta com la 1a a causa del fet que ambdues formacions tenien el mateix nombre de tancs mitjans M3 Grant. Segons Carver, aquests dos factors van fer que Lumsden es resistís a donar suport al 7è si se'l demana i es va mostrar inflexible que cap de la seva força s'hi destinaria.
El 26 de maig de 1942, les forces de l'Eix van colpejar les posicions aliades i van iniciar la batalla de Gazala. L'endemà al matí, la divisió va rebre l'ordre d'enviar la 22a Brigada Cuirassada a unir-se a la 7a Divisió Cuirassada després que es va adonar que hi havia un gran atac de l'Eix. Segons Carver, hi va haver un "intercanvi acrit" entre Lumsden i el quarter general del XIII Cos, la formació principal de la 1a Divisió Cuirassada, i no es va emetre cap ordre durant dues hores. La 22a Brigada Cuirassada va ser atacada per les forces blindades de l'Eix; va perdre 30 tancs i es va retirar cap al nord. A la tarda del 27 de maig, la divisió va contraatacar amb tota la seva força. Més tard va ser recolzat per la 1a Brigada de Tancs de l'Exèrcit i junts van comprovar l'avanç de l'Eix. Durant els dies següents, la divisió es va enfrontar amb la 15a Divisió Panzer alemanya i la italiana 132a Divisió Cuirassada "Ariete" amb un èxit mixt.
El 12 de juny, la moral de la tripulació dels tancs era baixa i la relació entre Lumsden i Messervy es va deteriorar encara més. Els brigadiers de les brigades blindades de la divisió, que havien estat assignades temporalment a la 7a Divisió Cuirassada, van sol·licitar ser retornats a la 1a i aquesta sol·licitud va danyar encara més la relació de Lumsden amb Messervy. Durant el dia, els tancs de la 7a Divisió Cuirassada es van posar sota el comandament de la 1a, i va poder utilitzar 83 Grants, 59 Crusaders i 64 Stuarts. Aquell dia, la divisió va lluitar contra la 15a i la 21a Divisions Panzer. L'èxit inicial dels Aliats a l'hora d'aturar un atac de tancs alemanys va ser seguit per un atac a la 4a Brigada Cuirassada, i aquell vespre ja tenia 15 dels 95 tancs amb què havia començat. La 1a Divisió Cuirassada s'havia reduït a 50 tancs. Tot i que les pèrdues de tancs havien estat importants, la majoria es van poder recuperar i van ser enviats als tallers per ser reparats. El 13 de juny, la infanteria de la divisió —la 201a Brigada de la Guàrdia (antigament la 200a Brigada de la Guàrdia), que ocupava una posició atrinxerada anomenada Knightsbridge Box— va caure sota un assalt alemany. Les brigades blindades van lluitar accions addicionals de suport a la infanteria però durant les hores de foscor es va decidir abandonar la posició, marcant un punt d'inflexió en la batalla i l'inici de la retirada del Vuitè Exèrcit de Gazala.
A mesura que el Vuitè Exèrcit es va retirar a Egipte, es va formar a Mersa Matruh, que originàriament s'havia considerat el lloc on les forces britàniques portarien a terme "una posició final" perquè la seva pèrdua portaria la flota de la Mediterrània amb seu a Alexandria i la ciutat d'El Caire a l'abast dels atacs aeris de l'Eix. El 1942, El Alamein, un tram de desert de 40 milles (64 km) entre el mar i les maresmes intransitables al sud oferia una posició defensiva més forta; tanmateix, es trobava 150 milles (240 km) més a l'est i Auchinleck va haver de tenir en compte les implicacions polítiques, morals i propagandístiques d'abandonar Mersa Matruh sense lluitar. La 1a Divisió Cuirassada, reforçada amb tancs de la 7a Divisió Cuirassada, es va situar al desert per protegir el flanc sud del desert de l'exèrcit. El 27 de juny, la divisió va lluitar contra la 15è Panzer i aquell vespre, es va retirar com a part d'una retirada general realitzada pel XIII Cos.

### Primer El Alamein

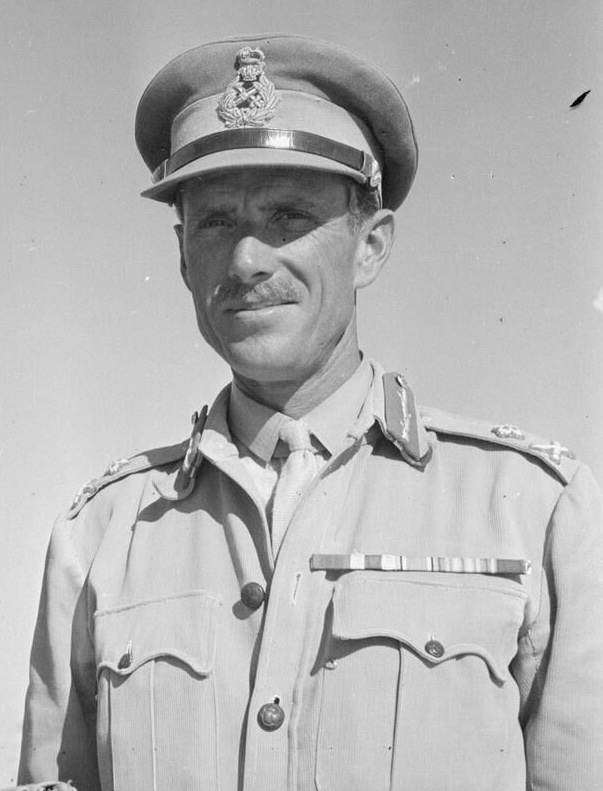
Herbert Lumsden, que va dirigir la divisió durant la major part de la primera meitat de 1942

La divisió es va reagrupar a El Alamein amb la resta de l'exèrcit i se li va assignar un paper de contraatac. L'1 de juliol va començar el primer atac alemany. Una de les brigades de la divisió es va empantanar a la sorra suau, mentre que una altra no va ser informada dels combats durant dues hores a causa de les males comunicacions. Quan la divisió finalment va entrar a la batalla, es va enfrontar a la 15a Divisió Panzer i la va obligar a retirar-se. L'endemà, la lluita es va reprendre amb un enfrontament contra la 21a Divisió Panzer. Al capvespre del 3 de juliol, la divisió va defensar un decidit atac alemany. Els dos bàndols estaven ara esgotats. El 5 de juliol, Lumsden es va barallar amb el seu superior, el tinent general Willoughby Norrie. Lumsden volia que la seva divisió, que ara contenia la majoria de les forces blindades de l'exèrcit, fos rellevada després de setmanes d'acció contínua.
Va seguir un breu període d'inactivitat, durant el qual ambdues parts es van atrinxerar al territori que tenien. La cresta de Ruweisat dominava la part central del camp de batalla. L'extrem oriental estava sota control aliat mentre que les forces de l'Eix ocupaven l'extrem occidental. L'operació Bacon tenia la intenció d'ocupar la totalitat de la cresta mitjançant un atac nocturn de la 2a divisió de Nova Zelanda del major-general Leslie Inglis'. La 1a Divisió Cuirassada havia de donar suport, però Inglis i Lumsden van discutir sobre com s'utilitzaria la divisió. Inglis volia que els tancs es moguessin cap amunt i poguessin defensar la infanteria a l'alba i defensar els anticipats contraatacs alemanys. Lumsden va citar la instrucció d'Auchinleck que la divisió no s'havia de fixar en un paper de suport d'infanteria i havia de ser capaç d'efrontar-se i destruir els blindats de l'Eix segons fos necessari. El 13 de juliol, es va celebrar una conferència del XIII Cos, durant la qual els dos comandants de divisions es van reconciliar a contracor i van decidir com s'utilitzaria la 1a Divisió Cuirassada, encara que tots dos van sortir amb diferents impressions sobre el tema. Els neozelandesos encara esperaven suport blindat a primera llum, cosa que requeriria que els tancs avancessin durant la nit en preparació sota el supòsit d'èxit. Les ordres escrites proporcionades a la divisió demanaven que proporcionés protecció de flanqueig i explotés qualsevol èxit assolit per la infanteria un cop rebudes les paraules de codi, la qual cosa indicava que els tancs només es mourien un cop s'hagués confirmat l'èxit.

Mapa del camp de batalla d'El Alamein

Dos dies més tard, la infanteria de Nova Zelanda va assaltar la cresta, però les interrupcions de la comunicació van fer que no poguessin informar la 1a Divisió Cuirassada del seu èxit i els tancs no es van moure. La manca de suport blindat va provocar que almenys un batalló de Nova Zelanda fos envaït durant un contraatac basat en tancs alemanys, provocant una controvèrsia que la divisió no va complir les seves ordres de donar suport als neozelandesos. Cap a les 06:30, els primers elements de la divisió van començar a avançar, i van trigar dues hores a avançar els pocs quilòmetres fins a la primera línia anterior. Les bosses aïllades d'italians atrinxerats, que els neozelandesos havien passat per alt durant la nit, van poder aturar l'avanç. Malgrat els esforços de la 5a Brigada d'Infanteria de l'Índia per netejar aquestes bosses per permetre que la 1a Divisió Cuirassada avancés, els camps de mines i el foc de flanqueig des de posicions addicionals de l'Eix van impedir el progrés, i la divisió no estava en condicions d'ajudar els neozelandesos quan es va desencadenar un gran atac amb blindats alemanys a la tarda. Els petits grups de tancs italians i alemanys que es desplaçaven cap a la 1a Divisió Cuirassada foren, però, rebutjats. En converses entre els oficials de Lumsden i de Nova Zelanda, Lumsden va dir que havia informat verbalment als seus brigadistes que avancessin durant la nit, encara que no hi ha proves escrites que ho recolzin. En aquell moment, Lumsden s'havia fet famós per oferir instruccions verbals als seus subordinats, negar-les si no s'aconseguia un resultat positiu i rebent elogis si tenia èxit. L'historiador Niall Barr va escriure; "no hi havia cap comprensió dins de la 2a Divisió de Nova Zelanda de les dificultats a les quals s'enfrontaven les tripulacions de tancs en combat i aparentment no es va reconèixer a la 1a Divisió Cuirassada la seva responsabilitat d'assegurar que la infanteria del Vuitè Exèrcit no s'enfrontés a un contraatac blindat sola".
Va seguir l'Operació Esplendor, que va demanar als neozelandesos que s'apoderaven de la depressió d'El Mrreir amb el suport de la 1a Divisió Cuirassada. La planificació d'aquesta operació va coincidir amb Lumsden ser ferit durant un atac aeri i la seva substitució pel Major-General Alexander Gatehouse que, a causa de les tasques prèvies, va estar absent de les sessions de planificació i no va ser informat de la situació quan va arribar, el que va provocar diferents expectatives del paper de la divisió. A la matinada del 22 de juliol, els neozelandesos van informar de la captura dels seus objectius i van demanar a la 1a Divisió Cuirassada que avances. Les brigades blindades van rebre l'ordre d'estar preparades per fer front als contraatacs alemanys, però no van rebre l'ordre d'avançar. Quatre hores més tard, com una repetició del 15 de juliol per a la infanteria, la 1a Divisió Cuirassada va detectar i es va enfrontar amb tancs alemanys. Els minços esforços per avançar es van veure frustrats pel foc antitanc de l'Eix des de posicions que es creia que havien estat ignorades durant l'assalt nocturn i els tancs es van retirar. Durant el dia, Inglis va lluitar amb Gatehouse per la manca d'intervenció de blindatge; Gatehouse va dir que no li havien demanat suport.
El 22 de juliol, Gatehouse va ser ferit. El brigadier Arthur Fisher va prendre el comandament temporal. L'operació Manhood, l'acció final de la batalla, va començar quatre dies després, amb la divisió donant suport a la infanteria australiana, britànica i sud-africana. L'atac nocturn d'infanteria va tenir èxit mentre la divisió va dur a terme una marxa nocturna per estar en posició a l'alba per repel·lir els contraatacs alemanys. Els informes, però, indicaven que els camps de mines no havien estat netejats, de manera que a la matinada del 27 de juliol, els tancs no estaven de nou en condicions de donar suport a la infanteria exposada, i un batalló australià i una brigada britànica van patir grans pèrdues. A mig matí, els tancs van començar a passar pels buits del camp de mines, però els canons antitanc alemanys havien estat reubicats i van aturar els esforços de la divisió. El brigadier Frederick Kisch, l'enginyer en cap del Vuitè Exèrcit, va condemnar la divisió per no fer més durant aquesta operació, afirmant que s'havien creat buits però que la divisió no es mouria fins que estiguessin completament satisfets que els seus tancs no atacarien. mines Segons Barr, això es basa en un context de la divisió que necessita conservar tancs i haver topat amb mines en totes les accions anteriors. Barr va escriure que algunes de les llacunes creades durant Manhood eren completament clares, es va trobar que algunes no contenien mines vives o simulades, i almenys una no havia estat completament netejada. Hi havia poca coordinació entre les unitats que netejaven els camps de mines i amb massa pocs oficials d'enllaç, la divisió no va ser informada de les obertures. Si haguessin estat conscients, podrien haver estat en posició molt abans dels atacs alemanys. El resultat a llarg termini d'això va ser que cada formació rebé suport d'enginyers integrat per aixecar mines i la responsabilitat d'aixecar mines en el camí del seu avanç sense necessitat de dependre d'altres unitats per fer-ho per elles.

### De la Segona batalla d'El Alamein a Tunis

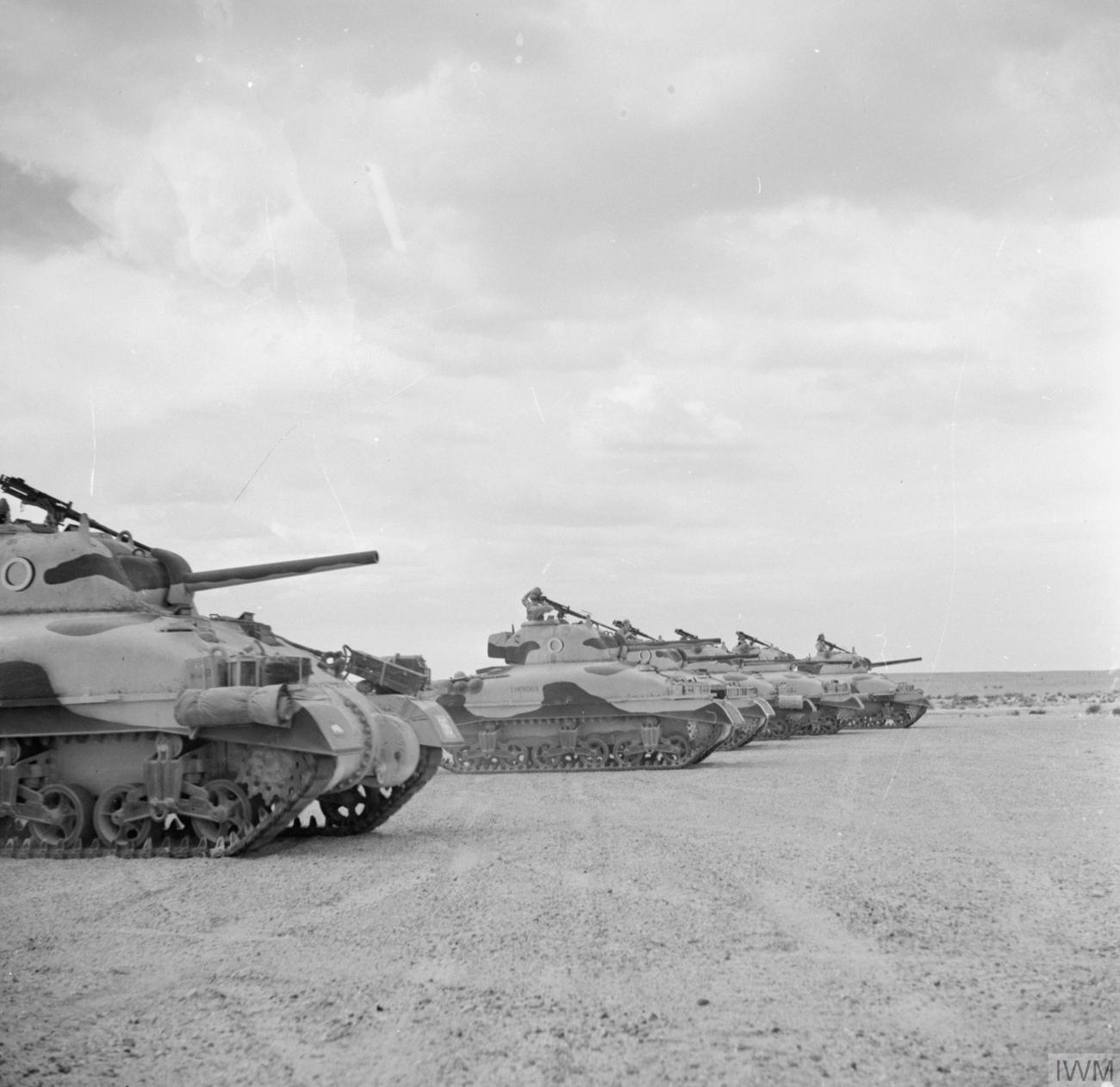
Tancs Sherman del 2n de Dragons de la Guàrdia (Queen's Bays), 1a Divisió Cuirassada, a El Alamein, 24 d'octubre de 1942

Acabada la lluita, la divisió va passar a la reserva per descansar, sortir, integrar reforços i realitzar un entrenament que s'havia de durar fins a l'octubre i que inclouria marxes nocturnes. Durant aquest període, el major-general Raymond Briggs va assumir el comandament i la divisió es va reorganitzar per conformar-se amb les instruccions de l'Oficina de Guerra emeses el maig de 1942. Aleshores estava formada per la 2a Brigada Cuirassada (amb 1 Grant, 92 Shermans i 68 Crusaders) i la 7a Brigada Motoritzada de tres batallons d'infanteria.
El 23 d'octubre de 1942 va començar la segona batalla d'El Alamein amb l'Operació Lightfoot i una marxa nocturna de la divisió. Tanmateix, incapaç d'extreure dels camps de mines que havien de forçar, la divisió va passar els dies següents enfrontant-se als blindats de l'Eix des dels camps de mines. Tres dies després de l'inici de la batalla, la infanteria de la divisió va llançar un assalt nocturn per capturar dos reductes de l'Eix, tot i que els errors de lectura del mapa van retardar el progrés. La defensa posterior de l'avançada Snipe va infligir grans pèrdues a les forces de l'Eix que van dur a terme un contraatac i van donar com a resultat que el tinent coronel Victor Buller Turner rebé la Creu Victòria.
El 2 de novembre va començar l'Operació Supercharge, la següent fase de la batalla. La 9a Brigada Cuirassada, una formació independent, va tenir l'encàrrec de carregar una línia de canons antitanc de l'Eix prop de Tel el Aqqaqir, i de crear prou danys per permetre que la 1a Divisió Cuirassada seguis i trencar les línies de l'Eix. Malgrat la pèrdua de 70 dels 94 tancs i més de 200 baixes, no es va fer prou dany a les posicions de l'Eix i la divisió no va poder avançar. Segons Barr, la divisió "hauria tingut la mateixa sort" que la 9a Brigada Cuirassada si ho hagués fet. La divisió va lluitar amb les formacions blindades de l'Eix durant tot el dia, perdent 54 tancs que van ser destruïts o danyats i, a canvi, van ser inhabilitats o destruïts al voltant d'uns 70 tancs alemanys. Durant la foscor del matí següent, la 7a Brigada de Motors va llançar un atac fracassat per trencar aquesta mateixa posició; almenys 26 tancs es van perdre durant el dia per més enfrontaments amb tancs de l'Eix. En les etapes finals de la batalla, la  90a Divisió Lleugera es va enfrontar repetidament mentre duia a terme una acció de rereguarda per protegir les forces de l'Eix que havien començat la seva retirada general des d'El Alamein. Al llarg de la batalla, els errors de lectura de mapes van causar problemes repetits a la divisió i van afectar altres formacions que lluitaven al seu costat. Acabada la batalla, la divisió va participar en la persecució cap a l'oest de les forces de l'Eix en retirada.
La següent acció de la divisió va ser el març de 1943, quan es va unir a la batalla de la Línia Mareth després d'haver entrat a Tunísia després de la conclusió de la persecució. Això va ser seguit per un atac cap a Wadi Akarit el 29 de març i el seu embolic a la batalla de Wadi Akarit una setmana més tard. Durant el mes d'abril, la divisió va ser assignada al Primer Exèrcit, que havia avançat des d'Algèria a Tunísia. Aleshores va ser redesignada com la 1a divisió cuirassada britànica per evitar confusions amb la 1a divisió cuirassada estatunidenca. En aquest moment, els tancs aliats es van pintar de verd per substituir els seus anteriors colors de camuflatge del desert. Aleshores, la divisió va participar en l'operació Vulcà des del 23 d'abril i va lluitar a El Kourzia. La seva acció final de la campanya va tenir lloc el 8 de maig prop de Tunis. Amb la conclusió dels combats a Tunísia, la divisió va romandre al nord d'Àfrica fins al 1944.

### La campanya italiana

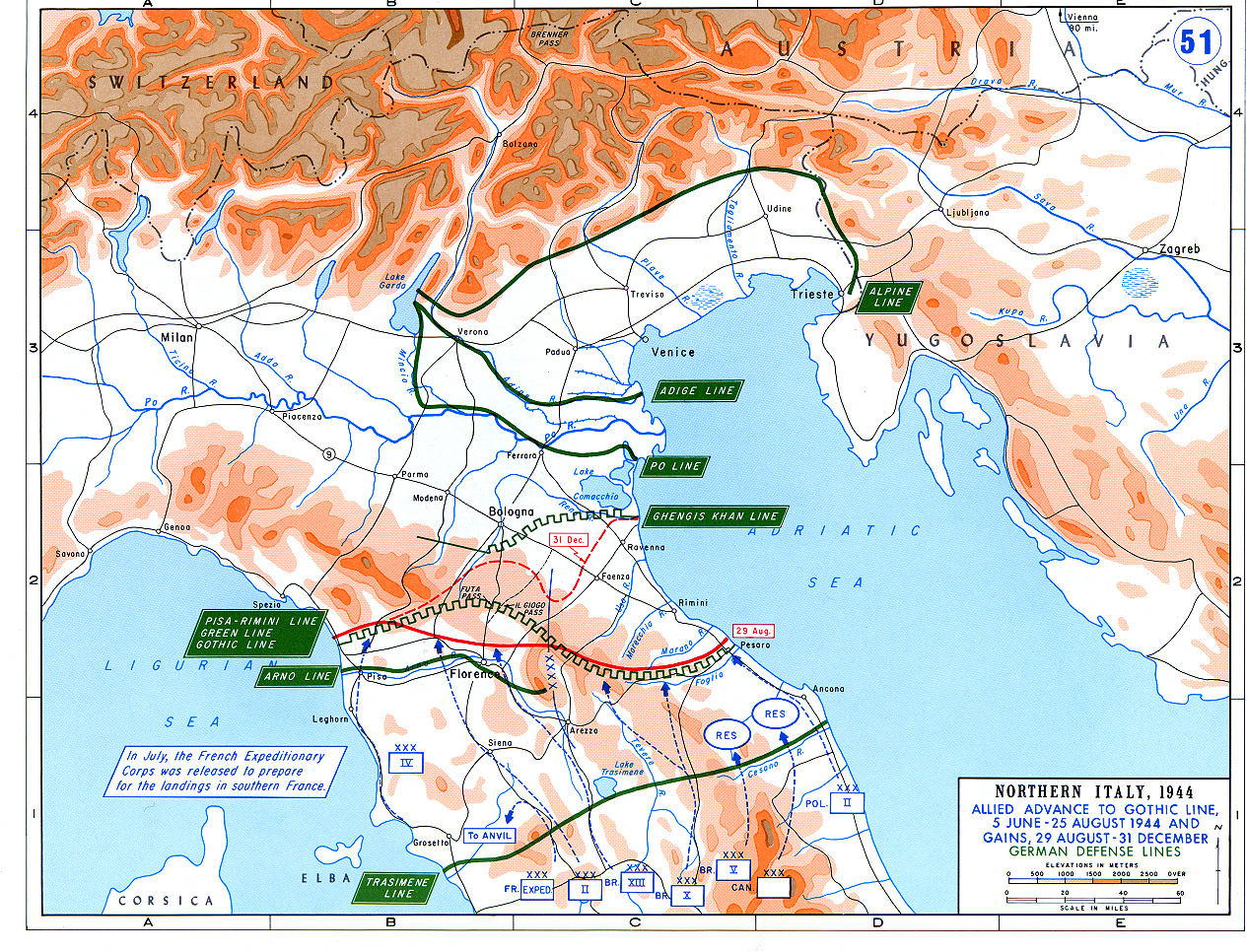
Itàlia i les diferents línies defensives alemanyes, amb la Línia Gòtica marcada en vermell

El maig de 1944, la 1a Divisió Cuirassada va començar a traslladar-se a Itàlia per unir-se a la campanya italiana; no va completar els seus desembarcaments fins a mitjans de juny. Aleshores es va mantenir en reserva, compost pel quarter general de la divisió, les tropes divisionals i la 2a Brigada Cuirassada. Al juliol, la divisió va rebre dues brigades d'infanteria per finalitzar una nova organització que reflectís la necessitat d'infanteria addicional a Itàlia. Les tropes van continuar afegint-se a la divisió fins al 23 d'agost. L'arribada tardana de les tropes i el canvi d'unitats per altres formulacions van dificultar la capacitat de la divisió d'entrenar-se com a força cohesionada. El 14 d'agost, el major-general Richard Hull va prendre el comandament.
La 1a Divisió Cuirassada va tenir l'encàrrec d'explotar qualsevol èxit aconseguit pels seus col·legues d'infanteria, que estaven atacant la Línia Gòtica alemanya. A finals d'agost de 1944, va avançar per unir-se a la lluita, avançant darrere de la infanteria d'assalt, i va perdre 22 tancs a causa d'avaries mecàniques quan va arribar al riu Foglia el 3 de setembre. La 46a divisió d'infanteria havia liderat la 1a divisió cuirassada a través de les defenses alemanyes, i s'esperava que la divisió d'infanteria també pogués apoderar-se dels passos sobre el riu Marano. Tanmateix, la infanteria no ho havia pogut fer. Passant per la posició 46, la 1a Divisió Cuirassada va avançar cap a Coriano. Els dos regiments blindats líders, cadascun amb una companyia d'infanteria de suport, es van enfrontar amb forts trets antitanc de la 29a Divisió Panzergrenadier. Durant diverses hores, van intentar avançar abans de retirar-se al capvespre, havent perdut uns 40 tancs. La força total dels tancs de la divisió va caure de 141 a 86. Un atac més reeixit es va fer l'endemà quan un poble va ser capturat i es van prendre 60 presoners, però aquest avantatge no va poder ser explotat a causa de la insuficient infanteria de suport.
Un nou assalt a les mateixes proximitats va tenir lloc el 12 de setembre, quan la divisió va atacar la 26a Panzer i la 98a Divisions d'Infanteria. L'atac va ser un èxit; es va capturar una important carena i es van fer 789 presoners. En conjunció amb altres formacions, la divisió va netejar Coriano però l'explotació immediata es va dificultar a causa de l'oposició i les defenses alemanyes, i massa poca infanteria va poder suportar l'atac Es van fer més avenços els dies 15 i 16 de setembre, quan la infanteria de la divisió va capturar un altre poble i dos dies més tard, un turó. La brigada cuirassada de la divisió va patir un fort atac el 20 de setembre quan operava prop del poble de Ceriano i intentava avançar cap al riu Marecchia. Es va guanyar una petita quantitat de terreny però un regiment es va reduir a 18 tancs. Al final del dia, la infanteria de la divisió es va moure per assegurar el terreny capturat i la pluja intensa va acabar amb els combats. Entre finals d'agost i el 21 de setembre, la divisió va patir 1.111 baixes. Posteriorment, la divisió va lluitar pel Marecchia entre el 22 i el 23 de setembre i després, en la seva acció final, va capturar Santarcangelo di Romagna el 24 de setembre.
Oliver Leese, el comandant del Vuitè Exèrcit, va criticar l'actuació de la divisió durant els combats, dient; "És extraordinari el difícil que és fer que les noves tropes s'adonin de la interdependència dels tancs i la infanteria fins que hagin adquirit el coneixement per amarga experiència en la batalla". William Jackson, l'autor de la història oficial britànica d'aquest període, va comentar que la 6a Divisió Cuirassada hauria estat una millor opció per al paper que la 1a va assumir a Itàlia perquè "estava plenament experimentada a la guerra de turons, si no de muntanyes". i hauria estat una millor opció que l'agrupació ad hoc d'última hora de tres brigades que era tot el que la 1a Divisió Cuirassada podria afirmar realment".
A mitjans de 1944, l'exèrcit britànic es trobava enmig d'una crisi d'efectius; no disposava d'homes suficients per substituir les pèrdues que patien les unitats d'infanteria de primera línia. Al teatre italià, l'exèrcit necessitava trobar almenys 21.000 reforços i havia patit una mitjana de 300 baixes per dia durant els combats d'agost a setembre que van agreujar aquest problema. Per fer front a aquesta crisi, l'Oficina de Guerra va començar a traslladar homes de la Royal Artillery i la Royal Air Force a les casernes d'entrenament d'infanteria, però això no va ser suficient per frenar el dèficit de soldats disponibles i es va prendre la decisió de dissoldre les divisions per traslladar els homes a formacions de combat. La 1a Divisió Cuirassada va ser escollida per ser dissolta. La 43a Brigada d'Infanteria Gurkha, que havia passat al seu comandament després de traslladar-se a Itàlia, va ser transferida a la 56a Divisió d'Infanteria (Londres) per substituir la 168a Brigada d'Infanteria (Londres) que havia estat retirada per manca de reforços. Les tropes divisionals i la 18a Brigada d'Infanteria (anteriorment la 7a Brigada Motoritzada) van ser reassignades a altres formacions per reforçar-les, mentre que la 2a Brigada Cuirassada es va mantenir com a força cuirassada independent.
També es va mantenir la seu de divisions. Durant l'octubre de 1944, va comandar tres petits grups ad hoc que s'havien creat i es va utilitzar per avaluar la reunió de forces aliades durant els combats posteriors a la Línia Gòtica. Al voltant de la mateixa època, la intel·ligència alemanya va determinar que la divisió havia estat pràcticament dissolta. El quarter general va renunciar al comandament de les seves tropes finals el 28 d'octubre i la divisió va deixar de ser una formació operativa. Es va dissoldre oficialment l'11 de gener de 1945.

## Formacions de postguerra amb el mateix nom
El juliol de 1946, mentre es trobava a Trieste, la 6a divisió cuirassada va ser redesignada com la 1a divisió cuirassada. La formació rebatejada va mantenir la insígnia de la 6a Divisió Cuirassada d'un puny de malla. Durant el 1947, la divisió es va traslladar a Palestina on es va dissoldre aquell setembre.
El 1978, la 1a Divisió va passar a ser titulada com a 1a Divisió Cuirassada. Cinc anys més tard, va adoptar una insígnia que va fusionar els dissenys de la 1a divisió i la 1a divisió cuirassada de l'època de la Segona Guerra Mundial. La formació va continuar lluitant a la Guerra del Golf i el 2014 va tornar a ser anomenada com a 1a Divisió (Regne Unit).

## Comandants
| No.         | Data de nomenament     | Rang           | Nom                 | Imatge | Notes | Font(s)        |
| ----------- | ---------------------- | -------------- | ------------------- | ------ | --- | -------------- |
| 1           | 24 de novembre de 1937 | Major General  | Alan Brooke         |        | La divisió va ser formada al Regne Unit, com a Divisió Mòbil. | [ 12 ]         |
| 2           | 15 de juliol de 1938   | Major General  | Roger Evans         |        | Durant el mandate d'Evans, la divisió va ser mobilitzada per a la Segona Guerra Mundial. Amb l'esclat de la guerra, la divisió passà a anomenar-se 1a Divisió Cuirassada. El maig de 1940 la divisió va ser desplegada a França i tornà a Anglaterra el més següent. | [ 54 ] [ 133 ] |
| 3           | 24 d'agost de 1940     | Major General  | Willoughby Norrie   |        | | [ 54 ]         |
| 4           | 5 de novembre de 1941  | Major General  | Herbert Lumsden     |        | Durant el mandate de Lumsden, la divisió va ser desplegada al nord d'Àfrica per lluitar a la campanya del Desert Occidental. Lumsden va ser ferit durant un atac aeri, després de l'arribada de la divisió a Egipte. | [ 54 ] [ 134 ] |
| 5           | 3 de gener de 1942     | Major General  | Frank Messervy      |        | | [ 54 ]         |
| 4           | 12 de febrer de 1942   | Major General  | Herbert Lumsden     |        | Lumsden va ser ferit en acció el 19 de juliol de 1942. | [ 54 ]         |
| 5           | 19 de juliol de 1942   | Major General  | Alexander Gatehouse |        | Quan Lumsden va ser ferit en acció, Gatehouse va ser nomenat el nou comandant de la divisió. La divisió estava basada a la línia de El Alamein, mentre que Gatehouse es trobava a El Caire en altres deures. El brigadier Arthur Fisher va liderar la divisió fins que Gatehouse arribà el 20 de juliol, sense haver estat fet comandant. Gatehouse va resultar ferit en acció el 22 de juliol de 1942. | [ 54 ] [ 135 ] |
| En funcions | 22 de juliol de 1942   | Brigadier      | Arthur Fisher       |        | | [ 54 ]         |
| 4           | 15 d'agost de 1942     | Major General  | Herbert Lumsden     |        | [ 54 ] |                |
| 6           | 19 d'agost de 1942     | Major General  | Raymond Briggs      |        | La divisió entrà a la campanya de Tunísia durant el març de 1943. El 5 d'abril de 1943, la divisió passà a anomenar-se 1a Divisió Cuirassada Britànica. | [ 54 ]         |
| En funcions | 27 d'abril de 1943     | Brigadier      | Thomas Bosvile      |        | | [ 54 ]         |
| 6           | 1 de maig de 1943      | Major General  | Raymond Briggs      |        | | [ 54 ]         |
| En funcions | 15 de juliol de 1943   | Brigadier      | Robert Peake        |        | [ 54 ] |                |
| 7           | 17 de juliol de 1943   | Major General  | Alexander Galloway  |        | [ 54 ] |                |
| En funcions | 18 de febrer de 1944   | Brigadier      | Edward Jones        |        | | [ 54 ]         |
| 7           | 29 de febrer de 1944   | Major General  | Alexander Galloway  |        | [ 54 ] |                |
| En funcions | 8 de març de 1944      | Brigadier      | Richard Goodbody    |        | | [ 54 ]         |
| En funcions | 14 de març de 1944     | Brigadier      | Edward Jones        |        | | [ 54 ]         |
| En funcions | 19 de març de 1944     | Coronel        | John MacDonnell     |        | | [ 54 ]         |
| En funcions | 24 de març de 1944     | Brigadier      | Edward Jones        |        | | [ 54 ]         |
| 7           | 27 de març de 1944     | Major General  | Alexander Galloway  |        | [ 54 ] |                |
| En funcions | 10 d'abril de 1944     | Brigadier      | Edward Jones        |        | | [ 54 ]         |
| 7           | 15 d'abril de 1944     | Major General  | Alexander Galloway  |        | [ 54 ] |                |
| En funcions | 27 d'abril de 1944     | Brigadier      | Edward Jones        |        | | [ 54 ]         |
| 7           | 10 de maig de 1944     | Major General  | Alexander Galloway  |        | El 27 de maig de 1944, la divisió va ser traslladada a Itàlia per participar en la campanya d'Itàlia | [ 54 ]         |
| 8           | 14 d'agost de 1944     | Major General  | Richard Hull        |        | El 28 d'octubre de 1944, la divisió deixà de ser una formació operativa. | [ 54 ]         |
| En funcions | 24 November 1944       | Tinent coronel | James Vogel         |        | L'11 de gener de 1945, la divisió va ser desbandada mentre que es trobava a Itàlia. | [ 54 ]         |